# Смарт, Кит (баскетболист)
Джонатан Кит Смарт (англ. Jonathan Keith Smart; род. 21 сентября 1964, Батон-Руж, Луизиана, США) — американский профессиональный баскетболист и тренер. Чемпион Национальной ассоциации студенческого спорта (NCAA) сезона 1986/1987 годов. Серебряный призёр Панамериканских игр 1987 года в Индианаполисе в составе сборной США.

## Ранние годы
Кит Смарт родился 21 сентября 1964 года в городе Батон-Руж (штат Луизиана), учился там же в старшей школе Маккинли, в которой играл за местную баскетбольную команду.

## Студенческая карьера
В 1984 году Кит Смарт поступил в Общественный колледж Гарден-Сити, в котором учился на протяжении двух лет (1984—1986). Здесь он выступал в команде «Гарден-Сити Бронкбастерс», в составе которой два года подряд признавался баскетболистом года конференции KJCCC. В 1988 году закончил Индианский университет в Блумингтоне, где в течение двух лет играл за студенческую команду «Индиана Хузерс», в которой провёл успешную карьеру под руководством тренера, члена Зала славы баскетбола, Боба Найта, набрав в итоге 765 очков в 63-х играх (12,1 очка в среднем за игру) и сделав 186 подборов, 57 перехватов и 6 блок-шотов. При Смарте «Хузерс» один раз выигрывали регулярный чемпионат и турнир конференции Big Ten (1987), а также два раза выходили в плей-офф студенческого чемпионата США (1987—1988).
В 1987 году «Индиана Хузерс» стали чемпионами Национальной ассоциации студенческого спорта (NCAA), а Кит Смарт был признан самым выдающимся игроком этого баскетбольного турнира. 22 марта «Хузерс» вышли в финал четырёх турнира NCAA (англ. Final Four), где сначала в полуфинале, 28 марта, обыграли команду Армена Гиллиама «УНЛВ Раннин Ребелс» со счётом 97—93, в котором Кит стал третьим по результативности игроком своей команды, набрав 14 очков, а затем в финальном матче, 30 марта, в упорной борьбе обыграли команду Деррика Коулмана и Рони Сейкали «Сиракьюс Орандж» со счётом 74—73, в котором Смарт стал вторым, после Стива Олфорда, по результативности игроком своей команды, набрав 21 очко.

## Карьера в сборной США
В 1987 году Кит Смарт стал в составе сборной США серебряным призёром Панамериканских игр в Индианаполисе, которая в финале проиграла сборной Бразилии (115—120).

## Профессиональная карьера
Играл на позиции разыгрывающего защитника. 28 июня 1988 года был выбран во втором раунде на драфте НБА под общим 41-м номером командой «Голден Стэйт Уорриорз», однако 19 октября руководство «Воинов» отказалось от его услуг. Через два дня Смарт подписал соглашение с клубом «Сан-Антонио Спёрс», в его составе провёл всего две игры, в которых набрал 2 очка, сделал 1 подбор и 2 передачи. 11 ноября 1988 года «Шпоры» расторгли с ним контракт, после чего он не смог заключить договор ни с одной из других команд НБА.
После досрочного завершения карьеры в НБА Кит Смарт уехал на Филиппины, где выступал в ФБА за местный клуб «Сан-Мигель Бирмен». Там его преследовали постоянные травмы, в результате которых он провёл всего пять игр, и в конечном счёте был заменён на Энниса Уотли. Затем он вернулся на родину, где стал играть в младших профессиональных лигах. Сначала Смарт выступал в Мировой баскетбольной лиге за команды «Вустер Каунтс», «Янгстаун Прайд», с которой он выиграл чемпионский титул в 1990 году, и «Галифакс Винджаммерс». После этого он перебрался в Континентальную баскетбольную ассоциацию, где он отыграл шесть с перерывом сезонов за «Рапид-Сити Триллерс», «Флорида Бич Догз» и «Форт-Уэйн Фьюри». Кроме того Кит два сезона провёл во Франции и один — в Венесуэле.

## Тренерская карьера
После завершения профессиональной карьеры игрока Кит Смарт решил остаться в «Форт-Уэйн Фьюри», перейдя на должность главного тренера команды, на которой проработал три сезона (1997—2000). В 2000 году Кит пошёл на повышение, заключив контракт с «Кливленд Кавальерс», где сначала два с половиной года работал помощником главного тренера, а в середине сезона 2002/2003 годов, после увольнения Джона Лукаса, стал временным главным тренером команды до конца сезона. При нём «Кавальерс» победили всего в девяти играх из сорока, что конечно же, не удовлетворило руководство команды, поэтому контракт с ним не был продлён. В 2003 году Смарт перебрался в клуб «Голден Стэйт Уорриорз», в котором на протяжении семи лет работал помощником главного тренера с тремя разными наставниками и только после ухода на пенсию в 2010 году Дона Нельсона встал у руля «Воинов». В сезоне 2010/2011 годов «Уорриорз» выступили не очень удачно, победив всего в 36 играх из 82-х и не попали в плей-офф, после чего Кит был уволен со своего поста из-за неудовлетворительных результатов команды.
В ноябре 2011 года Кит Смарт был назначен на должность ассистента главного тренера в «Сакраменто Кингз», став частью тренерского штаба Пола Уэстфала, а 5 января 2012 года, после увольнения последнего, занял его место в стане «Королей», которыми руководил на протяжении неполных двух лет (2012—2013). За это время «Кингз» ни разу не пробивались в плей-офф НБА, выиграв всего 48 матчей при 93 поражениях, а 31 мая 2013 года, за год до истечения договора, руководство команды решило расторгнуть с ним контракт. 17 сентября 2014 года устроился на должность ассистента главного тренера в команду «Майами Хит».

## Статистика

### Статистика в НБА
| Сезон                                                                                    | Команда     | Регулярный сезон | Регулярный сезон | Регулярный сезон | Регулярный сезон | Регулярный сезон | Регулярный сезон | Регулярный сезон | Регулярный сезон | Регулярный сезон | Регулярный сезон | Регулярный сезон | Серия плей-офф | Серия плей-офф | Серия плей-офф | Серия плей-офф | Серия плей-офф | Серия плей-офф | Серия плей-офф | Серия плей-офф | Серия плей-офф | Серия плей-офф | Серия плей-офф |
| Сезон                                                                                    | Команда     | GP               | GS               | MPG              | FG%              | 3P%              | FT%              | RPG              | APG              | SPG              | BPG              | PPG              | GP             | GS             | MPG            | FG%            | 3P%            | FT%            | RPG            | APG            | SPG            | BPG            | PPG            |
| ---------------------------------------------------------------------------------------- | ----------- | ---------------- | ---------------- | ---------------- | ---------------- | ---------------- | ---------------- | ---------------- | ---------------- | ---------------- | ---------------- | ---------------- | -------------- | -------------- | -------------- | -------------- | -------------- | -------------- | -------------- | -------------- | -------------- | -------------- | -------------- |
| 1988/89                                                                                  | Сан-Антонио | 2                | 0                | 5,5              | 0,0              | 0,0              | 100,0            | 0,5              | 1,0              | 0,0              | 0,0              | 1,0              | Не участвовал  | Не участвовал  | Не участвовал  | Не участвовал  | Не участвовал  | Не участвовал  | Не участвовал  | Не участвовал  | Не участвовал  | Не участвовал  | Не участвовал  |
|                                                                                          | Всего       | 2                | 0                | 5,5              | 0,0              | 0,0              | 100,0            | 0,5              | 1,0              | 0,0              | 0,0              | 1,0              | Не участвовал  | Не участвовал  | Не участвовал  | Не участвовал  | Не участвовал  | Не участвовал  | Не участвовал  | Не участвовал  | Не участвовал  | Не участвовал  | Не участвовал  |
| Наведите курсор мыши на аббревиатуры в заголовке таблицы, чтобы прочесть их расшифровку. |             |                  |                  |                  |                  |                  |                  |                  |                  |                  |                  |                  |                |                |                |                |                |                |                |                |                |                |                |